# Igor Pretnar
Igor Pretnar, slovenski filmski in gledališki režiser, * 3. april 1924, † 8. april 1977.

## Režirani filmi
- Tri zgodbe (1955)
- Pet minuta raja (1959)
- Samorastniki (1963)
- Lažnivka (1965)
- Idealist (1976)

## Nagrade
- Prešernova nagrada - za režijo filma Idealist in za celotni filmski opus (1977)